# Thergothon
Thergothon fue una banda finesa influenciada por el doom metal.
Fueron los pioneros del subgénero Funeral doom. se iniciarón lanzando su primer demo llamado Yog-Sothoth en 1991, luego continúan con un estilo muy crudo y depresivo con el álbum Stream from the Heavens en 1994. Su sonido era extremadamente lento combinado con riffs muy pesados en las guitarras, con escasas melodías, voces guturales y profundas alternando con voces depresivas.  La temática del grupo se basa en el libro de ficción: El Necronomicón de Howard Philips Lovecraft.
El grupo ya se había disuelto dos años antes de lanzar su primer y único álbum.

## Discografía
- Fhtagn nagh Yog-Sothoth (Demo, 1991)
- Stream from the Heavens (1994)

## Miembros
- Niko (Skorpio) Sirkiä - vocalista, Teclados
- Jori Sjöroos - Batería
- Mikko Ruotsalainen - Guitarra
- Sami Kaveri - Guitarra

- Datos: Q781042